# Liparis marmoratus
Liparis marmoratus är en fiskart som beskrevs av Schmidt, 1950. Liparis marmoratus ingår i släktet Liparis och familjen Liparidae. Inga underarter finns listade i Catalogue of Life.